# Шиян Андрій Вікторович
Андрі́́й Ві́кторович Шия́н (1976—2014) — український військовик, старшина Збройних сил України, учасник російсько-української війни.

## Короткий життєпис
Народився 1976 року в місті Кривий Ріг (Дніпропетровська область). 1994 року закінчив криворізьку ЗОШ № 123. Вчився у Хмельницькій академії внутрішніх справ. Перебуваючи в Кривому Розі, на дискотеці познайомився з дівчиною, з якою пов'язав усе подальше життя — захистив від хуліганів; зустрічалися півтора року — Андрій чекав, коли Катерина закінчить школу. Працював міліціонером у «Беркуті». З 2011-го займався приватним підприємництвом. Їздив в лютому 2014-го на Майдан як учасник Революції Гідності.
В часі війни — командир відділення, 40-й батальйон територіальної оборони «Кривбас», псевдо «Беркут». У зоні проведення бойових дій — з 7 червня 2014-го.
29 серпня 2014-го загинув під час виходу з оточення під Іловайськом.
Без Андрія залишились дружина, двоє дітей — Олександра та Іван.
Тіло не знайдено.

## Нагороди та вшанування
За особисту мужність і героїзм, виявлені у захисті державного суверенітету та територіальної цілісності України, вірність військовій присязі під час російсько-української війни, відзначений — нагороджений
- 27 червня 2015 року — орденом «За мужність» III ступеня.
- 3 червня 2016 року в криворізькій школі № 123, котру він закінчив, відкрито меморіальну дошку на його честь.
- Його портрет розміщений на меморіалі «Стіна пам'яті полеглих за Україну» у Києві: секція 3, ряд 2, місце 37
- Вшановується 29 серпня на щоденному ранковому церемоніалі вшанування українських захисників, які загинули цього дня у різні роки внаслідок російської збройної агресії[1]
- Іловайський Хрест (посмертно)